# Maria Alphaizuli
Mariam bint Abu Ya'qub Ashshilbi (arabe : مريم بنت أبي يعقوب الشَّلْبي) morte en 1020, est une poétesse arabophone du Califat de Cordoue.  

## Biographie
Elle est née à Silves au Portugal. Le nom de son père est parfois mentionné Abu Ya’qub al-Ansari ou Ya’qub al-Faisuli. Elle s'installe à Séville, où elle est professeure de littérature pour des femmes nobles.  
Elle écrit des épigrammes satiriques. Elle est réputée pour son esprit mordant. Elle enseigne la rhétorique, la littérature et la poésie.   
Vivant à l'époque des Maures, elle est désignée sous le nom de Sappho en arabe. Quelques exemples bien conservés de son travail subsistent dans la bibliothèque de l'Escorial. 

## Postérité
Maria Alphaizuli est citée dans l’œuvre The Dinner Party de Judy Chicago.

## Pages liées
- Poétesses arabes médiévales